# Achaeta bibulba
Achaeta bibulba är en ringmaskart som beskrevs av Graefe 1989. Achaeta bibulba ingår i släktet Achaeta, och familjen småringmaskar. Arten är reproducerande i Sverige.